# Vilsoni Hereniko
Vilsoni Hereniko (n. el 13 de octubre de 1954) es un dramaturgo, director de cine y académico fiyiano. Es el autor y director del primer (y a 2010 único) largometraje, intitulado La tierra tiene ojos (Pear ta ma 'on maf).

## Biografía
Hereniko nació en el poblado de Mea en el distrito Itu'ti'u District de la isla de Rotuma, donde completó sus estudios obteniendo el título de Bachelor of Arts y un certificado que lo acredita como profesor de la Universidad del Pacífico Sur en 1997, una maestría en Educación en la Universidad de Newcastle, y en 1991, un doctorado en literatura y lenguaje de la Universidad del Pacífico Sur. En la actualidad es profesor del Centro para los Estudios de las Islas Pacíficas, de la Universidad de Hawái, donde enseña literatura, drama y cine.

## Carrera

### Literaria
Hereniko publicó sus primeras obras a mediados de los años 1970, incluyendo Don't Cry Mama, A Child For Iva, Sera's Choice y The Monster. En 1997 fue galardonado con el premio Elliott Cades de escritura por el conjunto de su obra.

### Cine
Hereniko ha sido jurado y miembro del comité seleccionador del Festival Internacional de Cine de Hawái. La tierra tiene ojos es su primera película y se desarrolla en Rotuma. La cinta se realizó en 2004 y se presentó en el Festival de Cine de Sundance el mismo año, y fue la presentante de Fiyi en la edición 2006 de los Premios Óscar. Recibió el premio a la "Mejor entrada de conjunto" en la edición del 2005 del Festival de cine de Wairoa Maori, y al "Mejor drama" en 2004 en el Festival ImagineNative Film & Media Arts de Toront.

## Obra
- Two Plays, 1987, ISBN 982-02-0015-6.
- The monster and other plays, 1989, ISBN 982-02-0028-8.
- The wicked cat, 1991, ISBN 982-01-0073-9.
- Last virgin in paradise: A serious comedy, 1993, ISBN 982-02-0084-9.
- Woven Gods: Female Clowns and Power in Rotuma, 1995, ISBN 0-8248-1655-2.
- Sina & Tinilau, 1997 (children's book), ISBN 982-02-0127-6.
- Inside Out: Literature, Cultural Politics, and Identity in the New Pacific, 1999 (as coeditor), ISBN 0-8476-9142-X.

### Filmografía
- La tierra tioene ojos (2004), director y guionista.